# Xã Sugarcreek, Quận Greene, Ohio
Xã Sugarcreek (tiếng Anh: Sugarcreek Township) là một xã thuộc quận Greene, tiểu bang Ohio, Hoa Kỳ. Năm 2010, dân số của xã này là 8.041 người.